# Hans Förster (Grafiker)

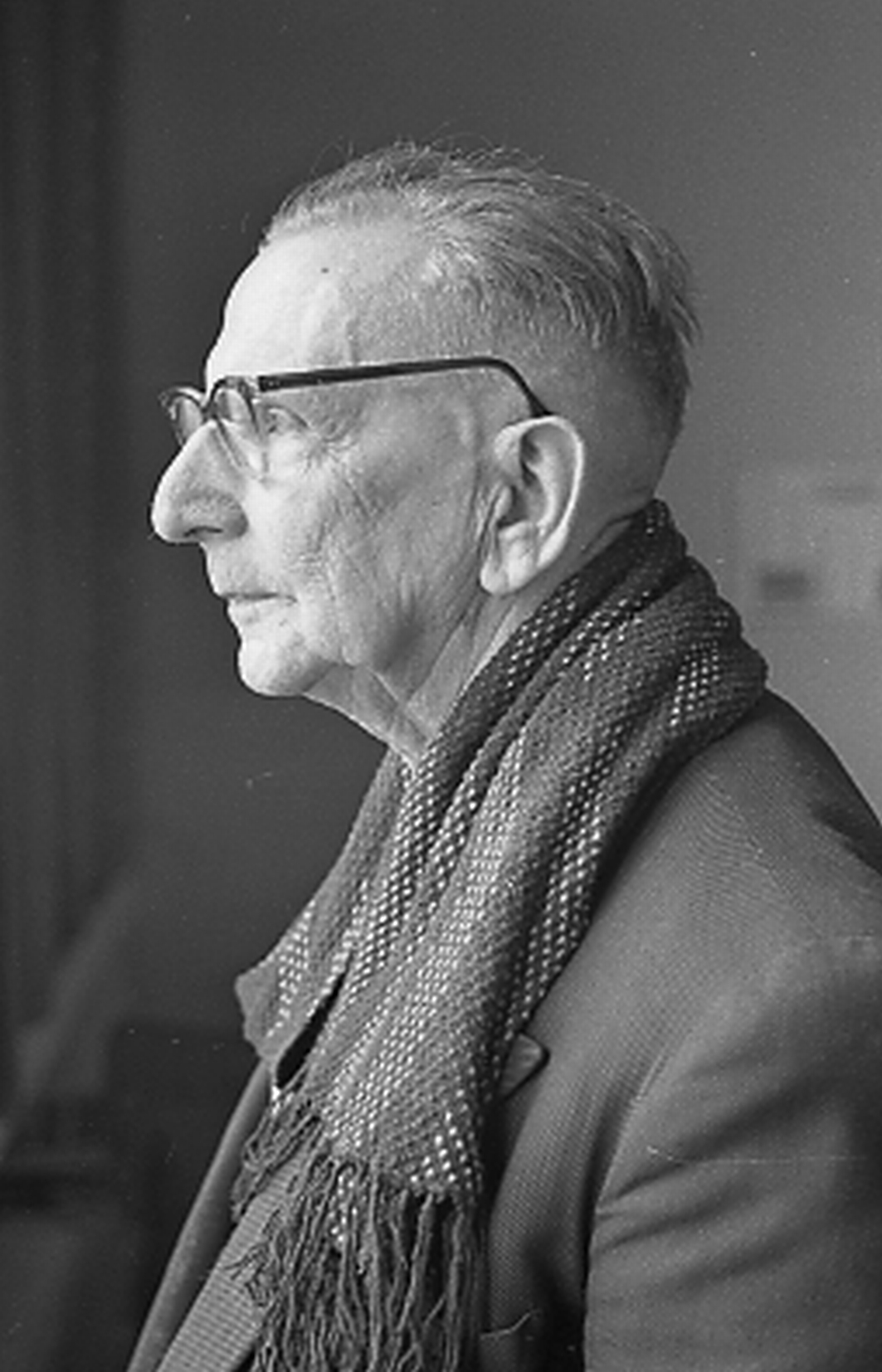
Hans Förster (im Alter von 80 Jahren)

Hans Förster (* 9. Februar 1885 in Hamburg; † 22. April 1966 ebenda) war ein deutscher Grafiker, Zeichner und Schriftsteller. In seinen Farbholzschnitten zeichnete er das verschwindende alte Landleben in den Hamburger Marschgebieten auf, besonders in den Vierlanden und im Alten Land.

## Leben
Schon früh wurde Förster durch seinen Vater Christian (1826–1902), einen bekannten Hamburger Maler und Pressezeichner, in die Zeichenkunst eingewiesen. Nach seinem Studium an der Hamburger Kunstgewerbeschule setzte er seine Ausbildung in Berlin bei Emil Orlik (1870–1932) fort. Hier empfing er viele Anregungen, die seinen künstlerischen Stil prägten.
Er verlegte seinen Wohnsitz nach Neuengamme und konnte hier die Vierlande, ihre Personen, Gebäude und Gebräuche künstlerisch darstellen. Hierzu beschäftigte er sich auch mit der Geschichte der Landschaft und veröffentlichte eine Reihe von illustrierten Büchern zu diesem Thema. Dabei veröffentlichte er auch Romane, Gedichte und Geschichten, häufig auch in Plattdeutsch. Einige seiner volkstümlichen Bilder wurden als Postkartendrucke in Umlauf gebracht. Der wirtschaftliche Erfolg war gering, und Förster entwickelte sich zum Eigenbrötler mit einer „deutlich gezeigten Verbitterung im Alter“. Förster war Mitglied im Hamburger Künstlerverein und in der Hamburgischen Künstlerschaft. Zum 1. Mai 1933 trat er der NSDAP bei.
Der Hauptteil seines Nachlasses befindet sich heute im Altonaer Museum. Das Museum für Bergedorf und die Vierlande besitzt eine Reihe von Drucken.

## Nachleben
Der Hans-Förster-Bogen in Hamburg-Nettelnburg ist nach dem Künstler benannt.

## Schriften
- Die malerischen Vierlande. Bilder und Skizzen. Hermes, Hamburg 1918
- Koornknicker - Ohl Veerlanner Vertellen. Westermann, Braunschweig und Hamburg 1921.
- Altländer Fahrten. Alsterverlag, Hamburg 1922 (2. Aufl. 1923, 3. Aufl. 1938).
- Marschländer Fahrten. Alster Verlag, Hamburg 1924.
- Alte volkstümliche Kunst Niedersachsens. Mit vielen Zeichnungen des Verfassers. Niedersächsischer Verlag, Hannover 1926.
- Schabellen. Volkskundliche Leckerbissen aus der niederdeutschen Formenwelt in 500 Federzeichnungen. Westphal, Scharbeutz/Lübeck 1935.
- Alt-Hamburg in Wort und Bild : Ein Gang durch die Altstadt vor der Zerstörung. Mit 70 Federzeichnungen des Verfassers. Nordmann, Hamburg 1958.
- Malerische Marschen in Wort und Bild: Von Bill- und Ochsenwerder über Bergedorf bis Vierlanden. Mit 78 Federzeichnungen des Verfassers'. Nordmann, Hamburg 1958.
- Schönes Finkenwerder in Wort und Bild : Von Marschenland und Waterkant. Mit 78 Federzeichnungen des Verfassers. Nordmann, Hamburg 1959.